# Stefania Stanzani
Stefania Stanzani (Roma, 24 marzo 1968) è un'ex cestista italiana.
Centro di 186 cm, è stata campionessa d'Italia e d'Europa con Vicenza.

## Carriera
Ha giocato in Serie A1 e in Nazionale italiana dal 1983 al 1994.
Nel 1987-1988 passa a Priolo Gargallo, con cui gioca anche in Coppa Ronchetti.

## Statistiche

### Statistiche in campionato
Dati aggiornati al 30 giugno 1994
| Stagione        | Squadra          | Competizione | Partite | Partite | Partite | Statistiche tiro | Statistiche tiro | Statistiche tiro | Altre statistiche | Altre statistiche | Altre statistiche | Altre statistiche | Altre statistiche |
| Stagione        | Squadra          | Competizione | Pres.   | Titol.  | Minuti  | Tiri da 2        | Tiri da 3        | Liberi           | Rimb.             | Assist            | Rubate            | Stopp.            | Punti             |
| --------------- | ---------------- | ------------ | ------- | ------- | ------- | ---------------- | ---------------- | ---------------- | ----------------- | ----------------- | ----------------- | ----------------- | ----------------- |
| 1983-1984       | Zolu Vicenza     | Serie A1     | 1       |         |         |                  |                  |                  |                   |                   |                   |                   | 2                 |
| 1984-1985       | Fiorella Vicenza | Serie A1     | 31      |         |         |                  |                  |                  |                   |                   |                   |                   | 155               |
| 1985-1986       | Primigi Vicenza  | Serie A1     | 35      |         |         |                  |                  |                  |                   |                   |                   |                   | 140               |
| 1986-1987       | Primigi Vicenza  | Serie A1     | 33      |         |         |                  |                  |                  |                   |                   |                   |                   | 169               |
| 1987-1988       | Ibla Priolo      | Serie A1     | 28      |         |         |                  |                  |                  |                   |                   |                   |                   | 226               |
| 1988-1989       | Oece Cavezzo     | Serie A1     | 32      |         |         |                  |                  |                  |                   |                   |                   |                   | 434               |
| 1989-1990       | SISV Viterbo     | Serie A1     | 30      |         | 1.102   | 104/219          | 46/153           | 36/56            | 122               | 18                | 48                |                   | 382               |
| 1990-1991       | Saturnia Viterbo | Serie A1     | 30      |         | 1.140   | 119/248          | 59/173           | 43/74            | 140               |                   | 30                |                   | 458               |
| 1991-1992       | Sita Bari        | Serie A1     | 30      |         | 1.070   | 75/183           | 70/150           | 56/76            | 94                | 10                | 59                |                   | 416               |
| 1992-1993       | Madigan Pistoia  | Serie A1     | 30      |         | 973     | 76/178           | 49/132           | 46/63            | 129               | 14                | 69                |                   | 345               |
| 1993-1994       | Famila Schio     | Serie A1     | 20      |         | 371     | 24/49            | 21/64            | 8/15             | 39                | 7                 | 14                |                   | 119               |
| Totale carriera |                  |              |         |         |         |                  |                  |                  |                   |                   |                   |                   |                   |

### Statistiche nelle coppe europee
Dati aggiornati al 30 giugno 1994
| Stagione        | Squadra         | Competizione    | Partite | Partite | Partite | Statistiche tiro | Statistiche tiro | Statistiche tiro | Altre statistiche | Altre statistiche | Altre statistiche | Altre statistiche | Altre statistiche |
| Stagione        | Squadra         | Competizione    | Pres.   | Titol.  | Minuti  | Tiri da 2        | Tiri da 3        | Liberi           | Rimb.             | Assist            | Rubate            | Stopp.            | Punti             |
| --------------- | --------------- | --------------- | ------- | ------- | ------- | ---------------- | ---------------- | ---------------- | ----------------- | ----------------- | ----------------- | ----------------- | ----------------- |
| 1987-1988       | Ibla Priolo     | Ronchetti       | 5       |         |         |                  |                  |                  |                   |                   |                   |                   | 34                |
| 1993-1994       | Famila Schio    | Ronchetti       | 8       |         | 185     | 5/15             | 6/22             | 5/6              | 11                | 3                 | 7                 |                   | 33                |
| Totale carriera | Totale carriera | Totale carriera | 13      |         | 185     | 5/15             | 6/22             | 5/6              | 11                | 3                 | 7                 |                   | 67                |

## Palmarès
- Campionato italiano: 4
A.S. Vicenza: 1983-84, 1984-85, 1985-86, 1986-87
- Coppa dei Campioni: 3
A.S. Vicenza: 1984-85, 1985-86, 1986-87